# Yapeyú
Yapeyú é um município da província de Corrientes, Argentina, situado às margens do rio Uruguai e capital do departamento de San Martin. Possui 2124 habitantes (2001).
É a terra natal do general José de San Martín, considerado um dos Libertadores da América, tendo participado ativamente dos processos de independência da Argentina, do Chile e do Peru.